# 제2회 서강데뷔작영화제
제2회 서강데뷔작영화제는 2005년 10월 26일에 열린 시상식이다.

## 수상 및 후보

### 알바트로스 상
- 프락치 - 황철민 수상
- 여자, 정혜 - 이윤기
- 시실리 2km - 신정원

### 특별전
- 상계동 올림픽 - 김동원
- 닥터 봉 - 이광훈
- 미술관 옆 동물원 - 이정향
- 깃 - 송일곤
- 마법사들 - 송일곤

### 화제의 데뷔작
- 꼬방동네 사람들 - 배창호
- 칠수와 만수 - 박광수